# 埃地族
埃地族是越南官方认定的54个民族之一，主要集中在南部山区的多乐省、嘉莱省、得农省和庆和省，和占族关系密切。1999年人口为270348。由于西方传教士早期的传教活动，埃地族中有相当比例的基督徒和猶太教徒。
埃地语属于南岛语系马来-波利尼西亚语族的占语支。“埃地”的意思是“住在竹林里的人”。埃地族的传统社会形式仍然是母系社会，家庭以母亲为核心。埃地人居住在木制或是竹子制成的长屋中，一个长屋容纳多个家庭居住。埃地族的鑼鉦文化較為著名，妇女是锣钲演奏技艺的继承者，與其他高地民族不同，埃地族表演锣钲时的舞蹈是逆时针旋转的，旋律更深沉柔和。
埃地人的姓名包括三个部分，性别前缀、名和部族名，部族名又包括主干和分支部族名两部分。如男子名Y Ngong Nie Dam（伊·恩贡·涅丹）中，Y是性别前缀，现代埃地族男子都使用这个前缀；Ngong是他的个人名，Nie Dam是他的部族名，亦即姓，Nie是主干部族，Dam是分支部族。又如女子名H’Linh Mlo Duon Du（赫·灵·姆洛敦杜）中，H’是性别前缀，即女子；Linh是她的个人名，Mlo Duon Du是她的部族名。现在受越南京族文化影响，不少埃地人的个人名使用越语字。Nie 和 Eban 是埃地族人常见的姓。

## 名人
- 伊·莫安·埃努奧（Y Moan Ênuôl）：歌手
- 伊·聰（Y Thông）：第13屆越南國會代表
- 伊·比爾·涅（Y Biêr Niê）：第14屆越南國會代表，多樂省人民會議主席
- 伊·楚·阿利奧（Y Tru Alio）：第14屆越南國會代表
- 赫姮尼依（H'Hen Niê）：2018年越南環球小姐
- 伊·班·埃紐爾：民族自治运动领导人，被壓制民族鬥爭統一戰線创始人。